# لوگان کاستا
لوگان کاستا (انگلیسی: Logan Costa؛ زادهٔ تاریخ ورودی نامعتبر است) بازیکن فوتبال است.
وی همچنین در تیم‌های ملی فوتبال France national under-16 football team، زیر ۱۷ سال فرانسه، و دماغه سبز بازی کرده‌است.